# Tephrosia quercetorum
Tephrosia quercetorum är en ärtväxtart som beskrevs av C.E.Wood. Tephrosia quercetorum ingår i släktet Tephrosia och familjen ärtväxter. Inga underarter finns listade i Catalogue of Life.